# Proclamación y ascenso de Isabel II

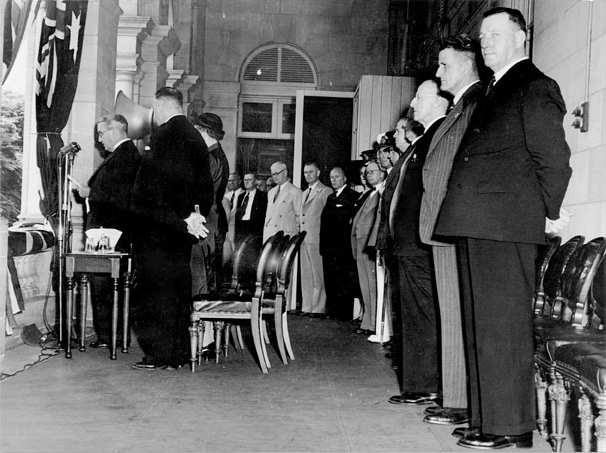
La proclamación y ascenso de la reina Isabel II al trono de Australia leída en la sede del Gobierno de Queensland por el gobernador Sir John Lavarack

Isabel II fue proclamada reina en toda la Commonwealth después de que su padre, el rey Jorge VI, muriera en la madrugada del 6 de febrero de 1952, mientras Isabel se encontraba en Kenia. Se hicieron proclamaciones en diferentes reinos de la Commonwealth los días 6, 7, 8 y 11 de febrero (según la ubicación geográfica y la zona horaria). La línea de sucesión era idéntica en todos los reinos de la Commonwealth, pero el título real proclamado no era el mismo en todos ellos.

## Reino Unido
En el Reino Unido, el Consejo de Accesión se reunió dos veces en el Palacio de St. James: la primera a las 17:00 horas del miércoles 6 de febrero, antes de que la Reina regresara de Kenia, para hacer su proclamación declarando la accesión del nuevo soberano, como sucesor del difunto rey. de acuerdo con la línea de sucesión al trono británico, y, en segundo lugar, en una reunión iniciada a las 10 horas del viernes 8 de febrero, con la presencia personal de la Reina, para recibir su juramento por la seguridad de la Iglesia de Escocia y su propia declaración personal, prometiendo que siempre trabajaría para defender el gobierno constitucional y promover la felicidad y la prosperidad de sus pueblos en todo el mundo. Su declaración para asegurar la sucesión protestante, según lo requerido por la Declaración de Derechos de 1689 y la Ley de Declaración de Accesión de 1910, se haría más tarde, en la próxima apertura estatal del parlamento el 4 de noviembre.
Después de que el Consejo de Accesión completó las formalidades para su proclamación el 6 de febrero, se emitió para su publicación en un suplemento de la London Gazette de ese día:

WHEREAS it hath pleased Almighty God to call to His Mercy our late Sovereign Lord King George the Sixth of Blessed and Glorious memory, by whose Decease the Crown is solely and rightfully come to the High and Mighty Princess Elizabeth Alexandra Mary:
WE, therefore, the Lords Spiritual and Temporal of this Realm, being here assisted with these His late Majesty's Privy Council, with representatives of other Members of the Commonwealth, with other Principal Gentlemen of Quality, with the Lord Mayor, Aldermen, and Citizens of London, do now hereby with one voice and Consent of Tongue and Heart publish and proclaim that the High and Mighty Princess Elizabeth Alexandra Mary is now, by the death of our late Sovereign of happy memory, become Queen Elizabeth the Second, by the Grace of God Queen of this Realm and of all Her other Realms and Territories, Head of the Commonwealth, Defender of the Faith, to whom Her lieges do acknowledge all Faith and constant Obedience with hearty and humble Affection, beseeching God by whom Kings and Queens do reign, to bless the Royal Princess Elizabeth the Second with long and happy Years to reign over us.
Given at St. James's Palace this Sixth Day of de febrero de in the year of our Lord one thousand nine hundred and fifty-two.

GOD SAVE THE QUEEN!

POR CUANTO Dios Todopoderoso se ha complacido en llamar a Su Misericordia a nuestro difunto Señor Soberano, el Rey Jorge Sexto, de Bendita y Gloriosa memoria, por cuyo Fallecimiento la Corona corresponde única y legítimamente a la Alta y Poderosa Princesa Isabel Alexandra María:
NOSOTROS , por lo tanto, los Lores Espirituales y Temporales de este Reino, estando aquí asistidos por el Consejo Privado de Su difunta Majestad, con representantes de otros Miembros de la Mancomunidad, con otros Caballeros Principales de Calidad, con el Lord Alcalde, Consejeros y Ciudadanos de Londres, por la presente, con una sola voz y Consentimiento de Lengua y Corazón, publique y proclame que la Alta y Poderosa Princesa Isabel Alexandra María ahora, por la muerte de nuestro difunto Soberano de feliz memoria, se convierte en la Reina Isabel Segunda, por la Gracia de Dios Reina de este Reino y de todos Sus otros Reinos y Territorios, Jefa de la Mancomunidad, Defensora de la Fe, a quien Sus señores reconocen toda Fe y Obediencia constante con cordial y humilde Afecto, suplicando a Dios por quien reinan Reyes y Reinas, que bendiga a la Princesa Real Isabel II con largos y felices Años para reinar sobre nosotros.
Dado en el Palacio de St. James este sexto día de febrero en el año de nuestro Señor mil novecientos cincuenta y dos.

¡DIOS SALVE A LA REINA!

La proclamación de accesión se publicó en The Times el 7 de febrero, citando al London Gazette. Según el Times, se esperaba que la proclamación pública fuera hecha en debida forma por los heraldos del Colegio de Armas. La práctica había sido leerlo primero desde el balcón del Friary Court en St James's Palace y, en la City de Londres, la costumbre había sido presentarlo ante el Court of Aldermen y leerlo después de una ceremonia en Temple Bar, Londres, en la esquina de Chancery Lane, en Fleet Street, y en Royal Exchange.
Después de la reunión con la Reina en St James's Palace en la mañana del 8 de febrero, la proclamación de accesión fue leída al público por el Rey de Armas de la Liga, Sir George Bellew, primero a las 11:00 desde el balcón de Friary Court, luego en Trafalgar Square, en Fleet Street y en Royal Exchange.

## Otros reinos de la Commonwealth
Cada uno de los reinos de la Commonwealth emitió proclamaciones similares de la accesión de la Reina.

### Australia
El Gobernador General de Australia, Sir William McKell, emitió la proclamación de la accesión de Isabel como Reina de Australia el jueves 7 de febrero. Fue leído desde los escalones de la Sede del Parlamento. Proclamaciones similares se emitieron el mismo día en Nueva Gales del Sur, Australia Meridional, Victoria y Australia Occidental.

### Canadá
El Consejo Privado de la Reina de Canadá emitió la primera proclamación de la accesión de la Reina, haciéndolo el miércoles 6 de febrero. Fue leído en Rideau Hall, tanto en francés como en inglés.

### Ceilán
En Ceilán, la Reina fue proclamada por separado como Reina de Ceilán a través de una proclamación firmada por el Gobernador General y los miembros del Gabinete. En la mañana del 8 de febrero de 1952, esta proclamación se leyó desde los escalones de la Sede del Parlamento, Colombo, en los tres idiomas principales de Ceilán: inglés, cingalés y tamil, ante la gran multitud que se encontraba afuera. También se disparó una salva de armas. Las bandas tocaron God Save The Queen y Namo Namo Matha.

### Nueva Zelanda
El Gobernador General de Nueva Zelanda, Sir Bernard Freyberg, proclamó el ascenso de la Reina en Nueva Zelanda el lunes 11 de febrero, con la presencia del Presidente del Tribunal Supremo, Sir Humphrey O'Leary, el Primer Ministro interino Keith Holyoake, y miembros del Consejo Ejecutivo, quien tomó el juramento de lealtad después de la ceremonia. La proclamación fue firmada por el Gobernador General, los miembros del Consejo Ejecutivo y otros.

### Pakistán
En Pakistán, la proclamación del 8 de febrero estuvo rodeada de algunos de los viejos esplendores de los antiguos tiempos imperiales. También se disparó una salva de 21 cañonazos.
La proclamación, que fue firmada por el Secretario del Gobierno de Pakistán, fue más corta que las emitidas en otros reinos de la Commonwealth y simplemente decía: "El Gobernador General proclama que Su Majestad la Reina Isabel II ahora se convierte en Reina de sus Reinos y Territorios y Jefe de la Commonwealth".

### Sudáfrica
El Gobernador General de la Unión Sudafricana, Ernest George Jansen, proclamó el ascenso de la Reina en Ciudad del Cabo el jueves 7 de febrero, en inglés y en afrikáans.

## Colonias de la corona
En las Bermudas, el gobernador Alexander Hood leyó la proclamación del ascenso de la Reina desde un pequeño estrado cerca de los escalones de los Edificios Públicos el 8 de febrero. La ceremonia, presenciada por una multitud de varios miles de personas, concluyó con la interpretación del Himno Nacional y luego con una salva de 21 cañonazos en el puerto de Hamilton. Cuando terminó el saludo, el Gobernador gritó "tres vivas para Su Majestad la Reina", agitando su casco en su mano derecha.
En Singapur, la proclamación fue hecha por el Gobernador en una ceremonia a la que asistieron miles en Padang el 9 de febrero de 1952.
Después de que el anuncio de la muerte de Jorge VI se comunicara formalmente a la Junta Legislativa de las Islas Turcas y Caicos (en ese momento una dependencia de Jamaica, entonces colonia de la Corona), se emitió una proclama y se publicó allí el viernes 8 de febrero.
Se emitieron proclamaciones similares en Rhodesia del Sur, el 8 de febrero en Barbados, Chipre, las Islas Malvinas, Granada, Kenia, Mauricio, San Vicente, las Seychelles, y Trinidad y Tobago, y el 9 de febrero en Sarawak.

## Título real
La proclamación en el Reino Unido marcó la primera inclusión, por parte de un Consejo de Accesión, del título de Jefe de la Commonwealth y la primera referencia a "representantes de otros miembros de la Commonwealth" entre los que proclaman. Además, la Corona, a la que se hacía referencia como la Corona Imperial de Gran Bretaña e Irlanda, ahora tampoco era específica, y el título de Isabel no era el oficial. Estos dos últimos puntos reflejaban la existencia de la República de Irlanda (Irlanda no se eliminaría oficialmente del título de Reina hasta el año siguiente), así como la soberanía de los países sobre los que Isabel ahora era Reina por separado. Sin embargo, la proclamación canadiense, necesariamente separada debido a la independencia legal del país del Reino Unido, continuó refiriéndose a la nueva soberana como Reina de Irlanda, y la Corona que heredó como la de "Gran Bretaña, Irlanda y todos los demás dominios de su difunta Majestad". Isabel también fue proclamada Reina de Irlanda en Sudáfrica.
Los cambios del tratamiento real y el título en cualquier reino no modifican el estatus constitucional o la posición del monarca o la Corona.